# 巴尔干半岛历史

巴尔干半岛(地理概念，通过多瑙河-萨瓦-库帕线)

巴尔干地区位于东欧。由于奥斯曼帝国的征服与多山地的地理特点，这里最终形成了破碎且差异巨大的地区文化特色。

## 史前时期

### 新石器时代

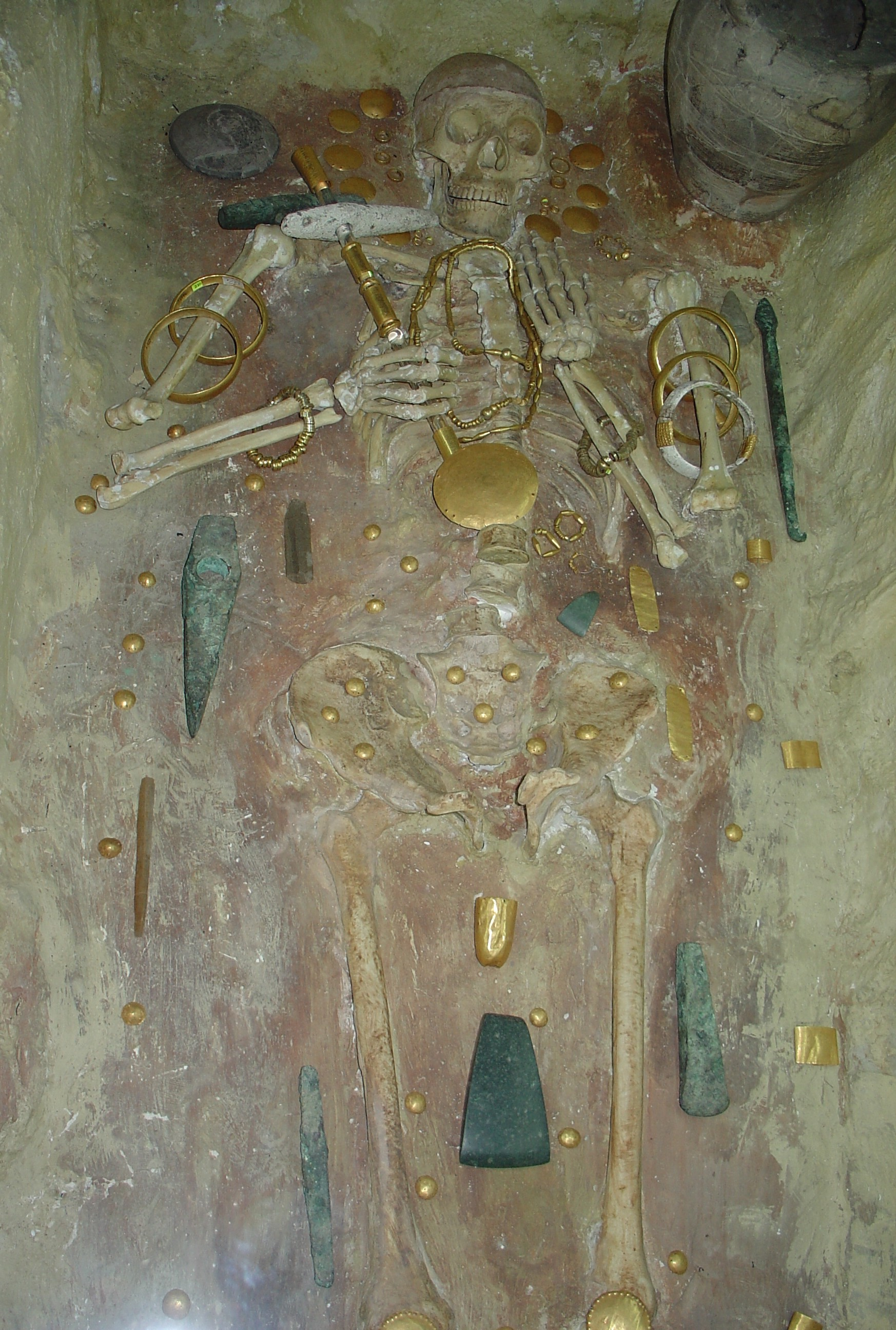
保加利亚瓦尔纳地区的坟墓, 里面有着一些世界上最古老的黄金珠宝首饰

考古学家在这里已经发现了数种早期的文化复合体，包括克克塔尼文化（4500至3500BC）、斯塔爾切沃文化（6500至4000   BC），温查文明（5000至3000   BC），陶器文化（5500至4500   BC）和Ezero文化（3300-2700BC）。其中在保加利亚的铜石并用时代Varna文化遗址中（4600-4200BC由放射性碳年代测定法测定）发现了世界上已知的最早的黄金宝藏，并且从宝藏中可以看出当时人们对来世有着复杂而精密的信念。在罗马尼亚，人们发现了一些标志性的文物，即特尔特里亚图章，在它上面似乎刻有原始文字。在今天的萨拉热窝郊区，人们发现了Butmir文化遗址（2600至2400BC），并在那里发现了独特的陶瓷文物，并且这些文物很可能在随后的青铜时代被伊利里亚人所掠夺破坏。
在"坟冢假说"中，关于原始印欧语的起源问题，其观点认为"坟冢文化"持续不断的地扩张，并且在公元前5000年左右的时间，涵盖了整个黑海平原。库尔干四世与颜那亚文化一起被确定存在于大约公元前3000 年左右的时期。

### 青铜时代

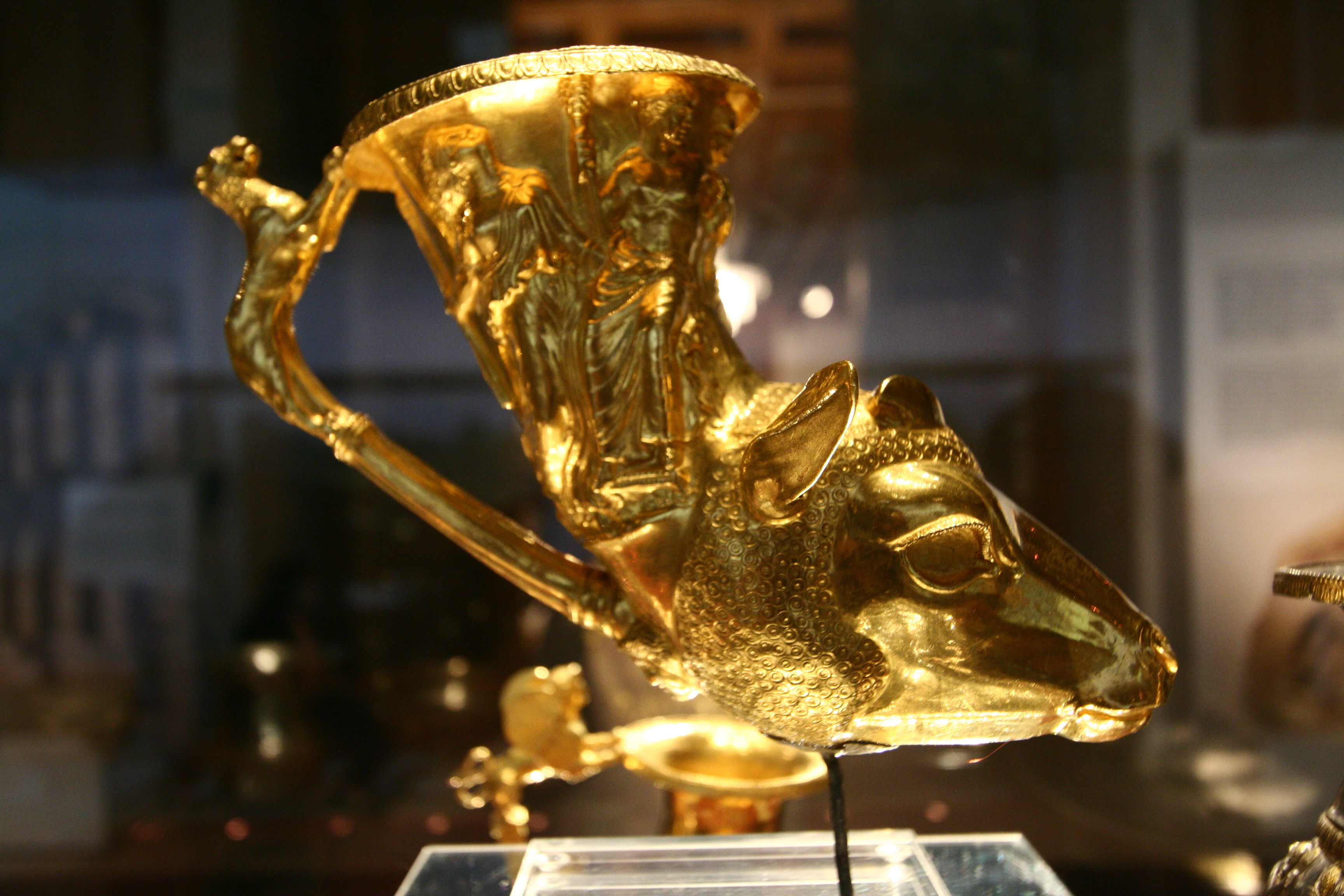
一个金制的来通，其中一个在色雷斯帕纳久里什泰宝藏被发现，其历史可以追溯到公元前4到前3世纪

公元前1000年伊利里亚部落第一次出现在阿尔巴尼亚和亚得里亚海周边地区,达西亚（如今的罗马尼亚和色雷斯），以及色雷斯和周边的土地(现在罗马尼亚,保加利亚,摩尔多瓦东北部希腊、欧洲部分的土耳其、塞尔维亚东部和北马其顿). 这三个主体部落说 古巴尔干语言和印欧语言.弗里几亚人似乎一开始在南部巴尔干地区定居，其后的几个世纪不断地向小亚细亚移居。这个群体现在已经逐渐萎缩成一个孤立的群体，说着自己的独立的语言。

## 古代

### 铁器时代
在多利亚人到来之后，也就处于被称为荷马时代或几何时代的时期，在南部巴尔干半岛、爱琴海岛屿和小亚细亚西部希腊殖民地（大约前九或公元前8世纪被开拓，并且在公元前六或前五世纪，与雅典民主制度一起发展到顶峰）古希腊文化开始发展。后来，在公元前4世纪，希腊文化传遍了亚历山大大帝创建的帝国。希腊人是第一个在巴尔干地区建立系统的贸易路线的民族，并且为了促进与当地人之间的贸易，在公元前7世纪到公元前3世纪期间，他们在黑海沿岸、小亚细亚、达尔马提亚克罗地亚，意大利南部（大希腊）等地区建立了数个殖民地。
到公元前4世纪末，希腊语言和文化不仅在巴尔干地区占据主导地位，而且在整个东地中海地区也占据主导地位。在公元前6世纪后期，波斯人入侵巴尔干半岛，借道前往欧洲土地肥沃的区域。由此巴尔干半岛的部分地区和北部由阿契美尼德波斯人统治了一段时间，包括色雷斯、培奥尼亚、马其顿以及罗马尼亚，乌克兰和现今属于俄罗斯的大部分黑海沿岸地区。然而，波希战争的结束，导致阿契美尼德人被迫撤离其所征服的大部分欧洲领土。
在公元前470年，也就是波斯人被希腊人击败之后，色雷斯人建立了奥德里西亚王国，并且以塞乌索波利斯作为首都（其位置邻近于今天的保加利亚的旧扎戈拉（保加利亚中部城市））。其他的部落联盟最早存在于公元前2世纪早期，在达契亚地区，受到King Oroles的统治。其中的伊利里亚部落坐落在现今的亚得里亚海海岸。其名字“伊利里亚”最开始是指一群占据了以斯库台湖为中心的、位于阿尔巴尼亚与黑山之间的一片区域的人（伊利里亚人）。然而，这个词汇随后又被罗马人与希腊人当做一个概括性的词汇用以指一群来自更广阔区域的人。与此同时，马其顿帝国的北部国境线被奥尼亚人所占领。奥尼亚人同样被一位君主带领着，并且一定程度上使用着希腊语。

### 阿契美尼德波斯帝国(第6至公元前5世纪)
大约在公元前513年，大流士一世指挥着阿契美尼德军队入侵了巴尔干半岛各国，并且尝试在这里抵抗一直游荡在多瑙河北部地区的斯基泰人。所有的当时在黑海沿岸（包括部分保加利亚、罗马尼亚、乌克兰、俄罗斯）确立统治的欧洲国家、以及数个色雷斯民族都被阿契美尼德军队征服。大流士一世最看重的军事将领Megabazus（后文的巴佐思）在征服巴尔干地区时发挥了重要作用。阿契美尼德军队在他的指挥下征服了色雷斯地区、希腊的一系列沿海城市、以及培奥尼亚。最终在大约公元前512-511年，马其顿王阿敏塔斯一世接受了阿契美尼德人的统治，并且俯首称臣，作为阿契美尼德波斯帝国的一个附属国存在。这只种族构成十分复杂的波斯军队在征战中收编了很多巴尔干半岛的士兵，同时也导致很多的波斯贵族与马其顿人通婚。举例来说，巴佐思自己的儿子Bubares便与阿敏塔斯一世的女儿古伽娅结婚，并且有力的保证了波斯与马其顿统治者之间良好的姻亲关系。
在爱奥尼亚起义之后，波斯帝国在巴尔干地区的统治于492年由马尔多尼乌斯恢复，其中不仅包括重新征服色雷斯，还包括将马其顿完全的纳入了波斯帝国。波斯的入侵间接导致了马其顿的崛起，波斯与马其顿对巴尔干地区有着共同的兴趣;在波斯人的帮助下，马其顿人以牺牲一些巴尔干当地的城邦（例如雅典与培奥尼亚）为代价获得了巨大的利益。总而言之，马其顿人是“积极并且得力的波斯盟友”。马其顿士兵在薛西斯的军队中与雅典和斯巴达作战。
尽管在薛西斯对希腊地区的入侵失败后，巴尔干地区的波斯统治被推翻，但马其顿人和色雷斯人在第5至第4世纪中期的时间里，从阿契美尼德波斯人身上学到了非常丰富的的文化和经济传统。在Sindos和维尔吉纳出土的一些当地的艺术品被认为受到了亚洲工艺的影响，甚至是在六世纪末和五世纪初从波斯进口来的。

### 前罗马时期（公元前4世纪至1世纪）
公元前4世纪，特洛伊人的领袖巴耳底利斯将伊利里亚部落转变为了一个强大的帝国。帝国的主要城市为斯库台（现在的阿尔巴尼亚的斯库台）和Rhizon（现在的黑山的里桑）
公元前359年，马其顿国王佩尔狄卡斯三世在进攻伊利里亚帝国时遭到了杀害。
但是在公元前358年，腓力二世，也就是亚历山大大帝的父亲，击败了伊利里亚人，并且在名义上控制了远到奥赫里德湖的广阔领土。在公元前335年，亚历山大大帝带领军队击败了伊利里亚，并且随后在部分伊利里亚部落的拥护下远征波斯。
公元前323年，亚历山大大帝死去后，希腊各城邦开始为自己的独立而战，与此同时，在北方，伊利里亚的独立势力也开始蠢蠢欲动。公元前312年，King Glaukias控制了古城埃庇达诺斯，公元前三世纪末期，伊利里亚帝国已经控制了现今的阿尔巴尼亚北部与黑山的沿海区域。在Queen Teuta的统治下，伊利里亚人掠夺了亚得里亚海上的罗马人的海上贸易路线，这给了罗马人入侵巴尔干半岛的理由。
在公元前229年到公元前219年之间的伊利里亚战争中，罗马攻占了伊利里亚人建立在内雷特瓦河河谷的基地，因此得以确保了亚得里亚海上贸易的安全。公元前180年，Dalmatae人宣布他们从伊利里亚国王Gentius的统治中独立出来。
公元前168年，罗马人击败了Gentius，使他成为了伊利里亚帝国最后一位国王，并且在公元前165年，将他带回罗马。这时由四个地方代理人共和国组成的罗马最终建立起来，并且在事实上统治着罗马。随后这些政权直接受到了罗马的统治，并且被改革成为了行省。
同年，罗马在与希腊的持续不断的战争中击败了马其顿王珀尔修斯 (马其顿)与他的盟友们，罗马此时成为了这片土地上的最高统治者，这里的领土被分给了马其顿，亚该亚，伊庇鲁斯三个政权。

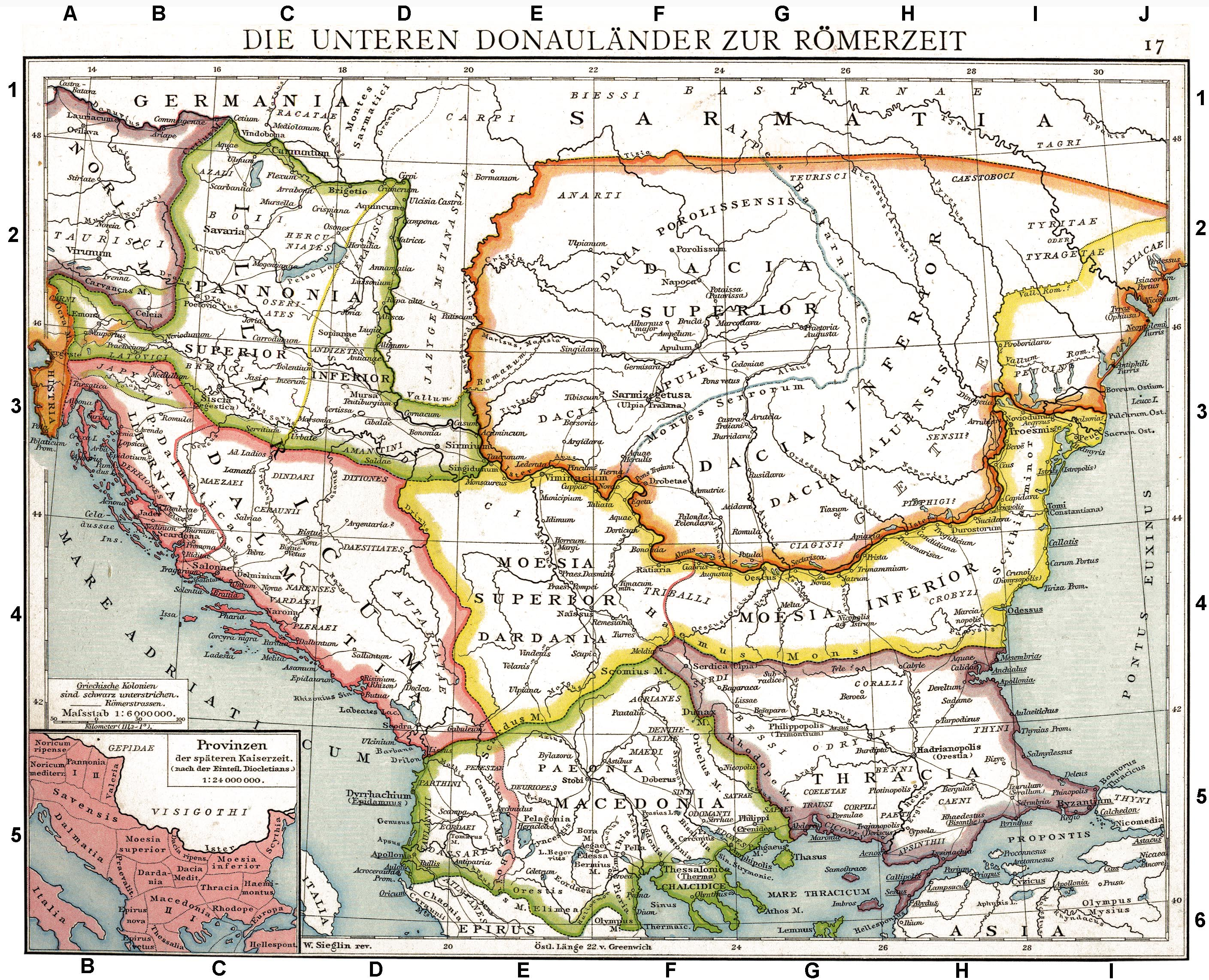
西罗马帝国时期的巴尔干行省

从公元前2世纪开始，崛起的罗马帝国开始逐步吞并巴尔干半岛，将其转变为其帝国最繁荣和稳定的地区之一。直到今天，从遍布巴尔干地区的众多纪念碑和文物中，我们依然可以很清楚的感受到罗马人对该地区的影响，其中最显著的就是依然被该地区两千五百万人使用的Latin-based languagues（东罗马语支）。然而即尽管如此，罗马人未能全部消解希腊文化在该地区的影响力，希腊文化依然在帝国的东半部保持着主导地位，并在巴尔干半岛的南部继续保持主流地位。
从公元3世纪开始，罗马在巴尔干地区的统治范围因内部政治和经济的紊乱（三世纪危机）而逐步减少。但相对的是，巴尔干地区（特别是其中的伊利里库姆行省）的对于罗马帝国而言越发重要。罗马帝国的四位执政官的其中一位，以及许多士兵，行政人员和皇帝都来自该地区。许多统治者都在该地区建造了自己的居所。
虽然在康斯坦丁时期，巴尔干半岛的局势暂时稳定了下来，但是非罗马族裔的移民（显着的是瑟文吉人、格鲁森尼人和匈奴人）开始穿越罗马帝国的边境。他们中的一部分（特尔温吉部落）最开始是以躲避匈奴人的袭击的名义而得到了罗马官方的同意，随后，在忍受了罗马帝国对他们长达十几年的奴役后，他们最终成为了罗马帝国的敌人。其中的特尔温吉部落和后来的西哥特人（在亚拉里克一世带领下）最终整个推翻了罗马人在巴尔干地区的统治，并且随后向西面的意大利本土进军。
到了罗马帝国的末期，巴尔干半岛事实上已成为入侵者向西侵略的中转站。
此时的罗马帝国正处在其辉煌历程中风雨飘摇的最后十年，它已经无力在巴尔干半岛建立稳固的统治。此时的巴尔干半岛政治动荡，社会混乱，罗马人、哥特人、匈奴人等运用各种条约与其他政治手段尽可能的为其族人谋求最大化的利益。

### 基督教的兴起
基督教第一次出现在巴尔干半岛上是在圣保罗和他的一些追随者穿越色雷斯帝国时，当时巴尔干半岛上人口分布依然以伊利里亚人与希腊人为主。他将基督教传播到了希腊的韦里亚，塞萨洛尼基，雅典，科林斯和都拉其翁。   圣安德鲁则在达契亚与斯基泰人之间做着宣传工作，并在多布罗加和黑海地区传教。公元46年，这片土地被罗马人征服并附属于默西亚行省。
公元106年，皇帝图拉真入侵达契亚。直接导致了基督教殖民者，士兵和奴隶来一起来到达契亚，使得基督教得以借此机会传播发展。公元3世纪，基督徒人数有所增加。罗马皇帝君士坦丁于313年发布米兰诏令，结束了所有在罗马统治区域的基督教的迫害，使得达契亚地区的基督教快速发展。仅仅十二年后（325年），康斯坦丁就组建了尼西亚第一委员会。在391年，狄奥多西一世将基督教作为罗马的官方宗教。
公元1054年，利奥九世与米海尔一世 (普世牧首)互相将对方驱出教会（东西教会大分裂），直接导致了基督教被分为了天主教会与东正教会两派，并且长期不和。此处内容详见东西教会大分裂。 

## 中世纪早期

### 东罗马帝国

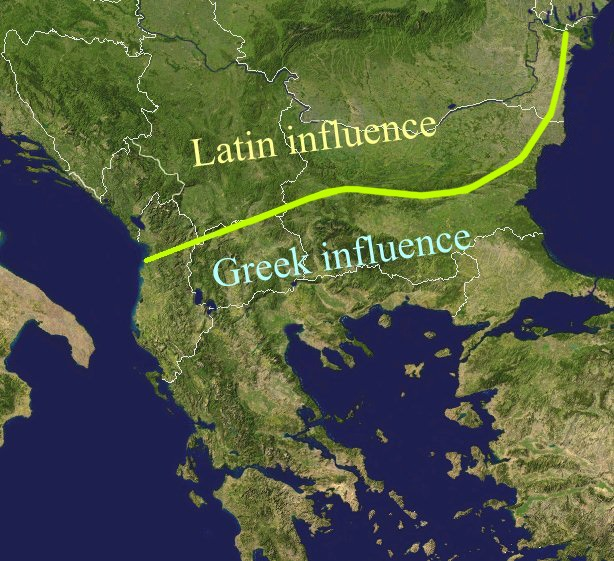
由Jireček Line所区分的巴尔干半岛上的希腊文化影响区与拉丁文化影响区（在斯拉夫入侵之前）

拜占庭帝国即东罗马帝国，官方语言为希腊语，以君士坦丁堡为首都。在它存在的绝大多数时间里，它只掌握着位于巴尔干半岛与中亚地区的数个行省。但在皇帝查士丁尼时期，他的领土一度对外扩张，收复了大量此前罗马帝国未分裂时所统治的领土，包括现今的意大利、西班牙、安纳托利亚地区等。与西罗马帝国那种难以明确界定的灭亡不同，东罗马帝国于1453年被穆罕穆德二世带领的奥斯曼帝国军队攻破首都，历史终结。
事实上，东罗马帝国强大的军队与专业的外交手段无意间确保了西欧地区在相当长的一段时间里免于更多毁灭性的入侵，而这些入侵对当时方兴未艾的西欧基督教骑士们来说是难以抗衡的。
拜占庭帝国对欧洲和基督教世界的贡献最近才开始得到承认。皇帝查士丁尼一世时期制定了全新的法律法规，即民法大全，这一法规成功的成为了后世法律发展的基础。 
拜占庭帝国充当了希腊古典文化知识与伊斯兰世界、文艺复兴时期的意大利之间的桥梁。其悠久的史学传统使得他们相对系统的保留了古代的知识，并在此基础上产出了其自己的灿烂的艺术，建筑，文学和技术成就。 
这些成就体现了基督教在拜占庭帝国时期发生的变化，即东正教，并最终导致了“拜占庭联邦”这一概念在东欧地区的出现。（由20世纪历史学家创造的一个术语）。早期的东正教传教主要是面向数个斯拉夫民族（直到现在东正教依然为其主导宗教）。   

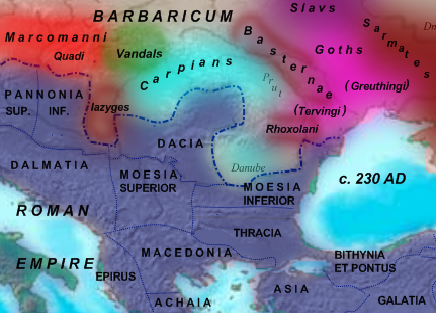
公元200年，巴尔干半岛上的罗马帝国与蛮族联盟地区分布

纵观拜占庭帝国的历史，它的领土边界一直在变化，其不仅与位于东方的阿拉伯人，波斯人和土耳其人发生领土纠纷。而且还与其同为基督徒的邻居：保加利亚人，塞尔维亚人，诺曼人和十字军（他们都成功的或大或小的占领过拜占庭帝国的领土）在多方面发生冲突。到最后，帝国只保有了君士坦丁堡和小部分希腊的领土，原先在巴尔干半岛和小亚细亚的其他领土都已经失去。 
最终在1453年，君士坦丁堡被穆罕穆德二世包围，这一历史事件给这个所谓的第二罗马画上了历史的句号。

### 蛮族入侵
随着罗马帝国的衰落，许多所谓的蛮族部落通过了巴尔干半岛，其中的大多数都没有留下任何较为长久的政权。在所谓的“黑暗时代”，东欧与西欧一样，在文化和经济方面都有所退步，但亚得里亚海沿岸城镇和南部的主要希腊城市仍然在经济与文化上有所繁荣。随着拜占庭帝国的失地越来越多，为了巩固其萎缩的力量，广大地区经历了去城市化的过程，道路被废弃，当地居民被迫撤离到偏远山区和未开发的森林地区。
第一个进入巴尔干半岛地区居住的蛮族为哥特人。他们为了躲避匈奴人的侵袭，从德国东北部，经过斯基泰地区，一路向南来到巴尔干地区。这个哥特人组成的政权最终以罗马的协约国的身份在巴尔干半岛安家落户（主要聚集在多瑙河以南区域）。然而，在经历了一段时间的饥荒之后，西哥特人最早向罗马帝国发起了反叛，并且于公元378年击败了罗马帝国的皇帝带领的军队（阿德里安堡战役）。随后他们又在公元410年，袭击并掠夺了罗马帝国的首都罗马。为了安抚他们，罗马被迫将现今法国所在地的土地给与他们。
匈奴，一个由乌拉尔人与突厥人带领的联盟，不断地吞并周边的蛮族部落（日耳曼人、萨马提亚人、斯拉夫人），并且在公元400-410年向西欧迁移，最终进入潘诺尼亚。匈奴人的举动导致了可能是历史上最大规模的日耳曼人迁徙（进入西欧）。最终，匈奴人在西起现今德国，东到黑海、波罗的海地区建立起了自己的恐怖统治。但在公元454年，匈奴王阿提拉去世，其继承人之间对王位的争夺导致了王国快速的崩溃，最终导致了一个盛极一时匈奴汗国从欧洲消失。
与此同时，东哥特人也开始了对匈奴人统治的反抗，并于公元454年将自己从匈奴人的统治中解放出来。并且投向拜占庭帝国，并作为拜占庭帝国的附属继续存在。东哥特人同样向西部迁徙，在得到了拜占庭帝国的许可后，他们建立了东哥特王国。
从公元五世纪中后期到公元六世纪初期，一些新的日耳曼部落进入了巴尔干半岛。包括格皮德人、伦巴底人等。 

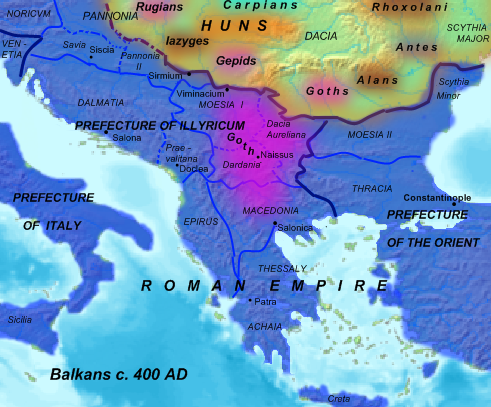
公元400年时期的巴尔干半岛（匈人帝国）

斯拉夫人，在几个世纪中持续不断的向巴尔干半岛迁徙。一部分小规模的迁徙的历史可以追溯到公元3世纪。但是直到公元6世纪都没有大规模迁徙的出现。他们来自中欧或者东欧地区，并最终成为了现在的南斯拉夫人。

六世纪的巴尔干半岛

阿瓦尔人于公元7世纪进入中欧地区。他们主要是由突厥人组成（Turlic group）（有观点认为是蒙古人）。有人认为其核心群体是从古突厥逃出的柔然人演变而来。他们于公元7世纪进入中欧地区，将原先这里的伦巴第人驱往意大利。他们在欧洲期间，持续的掠夺巴尔干地区的城邦国家，加速了这一地区的普遍的衰退（这一衰退早在几个世纪以前就已经开始了）。公元626年，他们围攻君士坦丁堡失败，从而将自己的势力限制在了中欧地区。他们在这里统治了早先已经在这里定居的斯拉夫人。到公元10世纪，阿瓦尔人的政权在内忧外患之中走到了尽头（原因主要包括其内部的斗争与法兰克人、斯拉夫人的反抗）。剩余的阿瓦尔人则逐步被斯拉夫人与匈牙利人同化。
保加尔人是一个居住在中亚地区的突厥民族，最早出现在巴尔干半岛的标志是阿斯巴鲁赫带领其族人迁至多瑙河以南地区定居这一事件。他们此前已经在乌克兰地区生活了数个世纪，直到可萨人于公元660年袭击了大保加利亚，从而使得他们被迫迁徙。他们中的一部分在领袖阿斯巴鲁赫的带领下，向西南进发。于公元670年左右在现今的比萨拉比亚地区定居。公元680年，他们入侵了默西亚和多布罗加，并且与早先几个世纪已经在这里定居的数个斯拉夫部落一起建立了政权。他们随后与斯拉夫人一起，击败了拜占庭帝国。因此拜占庭帝国被迫在随后的协议上承认了阿斯巴赫鲁汉国的政权地位（公元681年）。这一年也是一般公认的保加利亚建国之年。与此同时，一小部分保加尔人在潘诺尼亚短暂停留后，进入了马其顿西部地区。一部分保加尔人早先跟随着匈奴进入了欧洲，并且随着匈人帝国的崩解，这部分保加尔人最终融入了欧洲。
马扎尔人，由阿尔帕德大公带领，于公元10世纪进入了欧洲，在潘诺尼亚定居，他们在这里与以斯拉夫人为主的群体相互融合影响。马扎尔人最早属于乌拉尔人，发源于乌拉尔山西部。后来他们从突厥人那里学会了骑马作战的战术。于公元400年，他们继续向西迁徙，在第伯聂河附近定居。他们在这里受到了可萨人的残酷统治。他们支持其中三个可萨人的部落进行派系斗争，但最终失败。这件事与和佩切涅格人的战争一起成为了他们继续向西迁徙进入欧洲的契机。
此时的罗马本地人与其他巴尔干半岛上的剩余的罗马居民开始被斯拉夫人与希腊人同化。但是原有的罗马社会的上层人士（使用拉丁语）则保留了下来。这些人被当时的其他人叫做弗拉赫人。在达契亚，罗马殖民者与一部分罗马化的达契亚人一起退居到了位于特兰西瓦尼亚的喀尔巴阡山区。考古显示他们至少在特兰西瓦尼亚持续生活到公元8世纪。到公元七世纪与公元八世纪，原先的罗马帝国只存在于多瑙河以南地区（即拜占庭帝国），首都是君士坦丁堡。在这个封闭但民族多元的罗马帝国中，弗拉赫人被人们视作只使用拉丁语的人。当时拜占庭帝国的官方语言是拉丁语（但是只在官方文件中使用），直到公元六世纪，帝国将官方语言换成了使用更加广泛的希腊语。弗拉赫人主要是由原先的色雷斯、达契亚、伊利里亚的贵族组成，他们共同使用着此先罗马的文化。安娜·科穆宁娜在她创作的史诗《阿历克塞传》中将巴尔干半岛和多瑙河北岸的达契亚人(而不是弗拉赫人)认定为罗马尼亚人。此时依然使用罗马语言的人主要积聚在亚得里亚海沿岸，其中的阿尔巴尼亚人被认为是一部分罗马化的伊利里亚人的后代。

### 保加利亚第一帝国时期

保加利亚第一帝国在西美昂一世统治时期的最大领土范围

公元7世纪，保加利亚第一帝国建立起来。在接下来的几个世纪，帝国持续强盛，拥有了从第伯聂河到地中海之间的广大领地。公元7世纪到公元11世纪，保加利亚第一帝国一直统治着巴尔干地区，并对于基督教在该地区的传播起到了积极作用。沙皇鲍里斯一世下令创造保加利亚字母表，这一字母表随后与传教士一起北向到达俄罗斯。

## 中世纪中期

### 威尼斯共和国
威尼斯共和国是一个海上贸易帝国。在它存续期间，它掌握了海上的食盐贸易，控制了了爱琴海上绝大部分岛屿，包括塞浦路斯，克里特等，成为了当时近东地区与巴尔干地区的权力中心。公元1200年之前，出于商业利益的需要与打击海盗行为的目的，威尼斯控制了位于爱琴海东海岸的数个地区。从那时起，威尼斯的总督便被冠以“达尔马提亚公爵”与“伊斯特里亚公爵”的名号。在第四次十字军东征后，威尼斯走向了权力的巅峰。它逐步的增强自己在爱琴海地区的影响力，同时控制了克里特地区。

## 中世纪后期

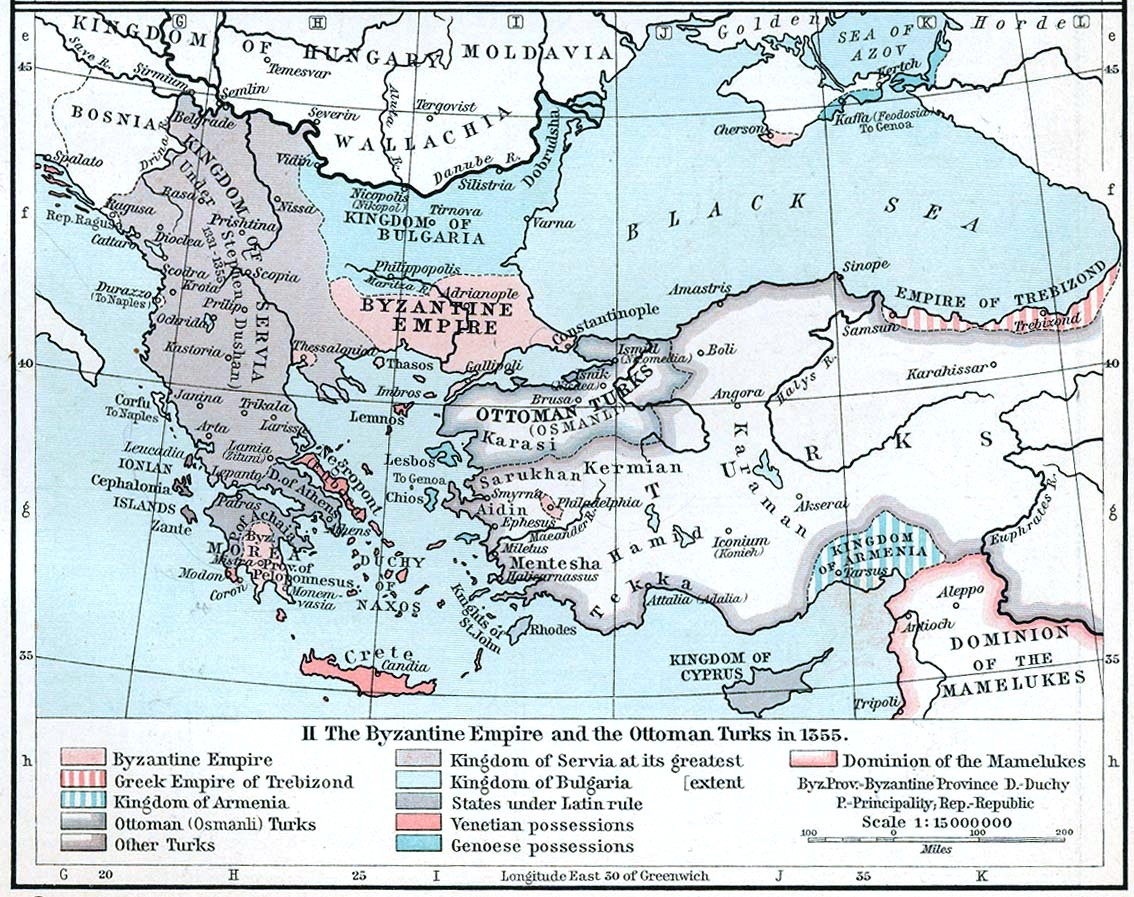
1335年的巴尔干半岛

从十四世纪开始，威尼斯控制了大部分巴尔干半岛附近的海上贸易以及分布在亚得里亚海、爱琴海沿岸的众多殖民地。十五世纪，威尼斯开始了它的衰退，第一个标志事件就是在与奥斯曼土耳其的战争中（1423年-1430年），未能成功的守住塞萨洛尼基。1453年，威尼斯还派出了舰队去帮助君士坦丁堡从奥斯曼人手中解围。在这座城市最终被苏丹穆罕穆德二世攻陷后，他向威尼斯正式宣战。这场战争持续了将近30年，几乎耗尽了威尼斯在地中海东部地区所有的财富累积。慢慢的，威尼斯共和国失去了在巴尔干半岛的所有财富与领土，到了18世纪，威尼斯共和国只剩下伊斯特拉半岛、达尔马提亚、还有亚得里亚海东南部的区域。值得一提的是，所有威尼斯共和国控制的区域中，克基拉岛是希腊地区唯一一个从未被土耳其人占领的区域。到1797年，拿破仑征服了威尼斯，终结了其历史。

## 现代早期

### 奥斯曼帝国

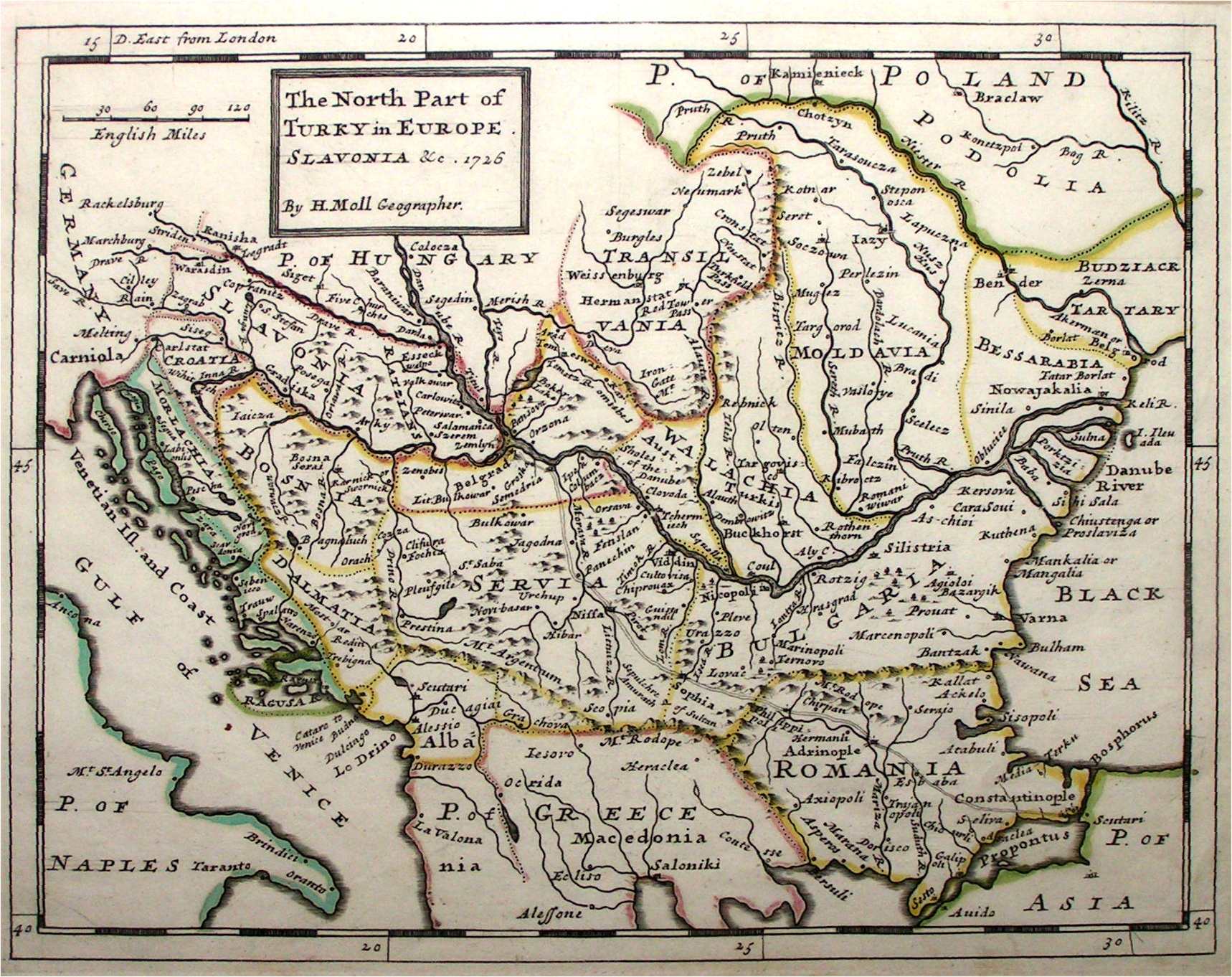
1726年奥斯曼帝国在巴尔干半岛的地图

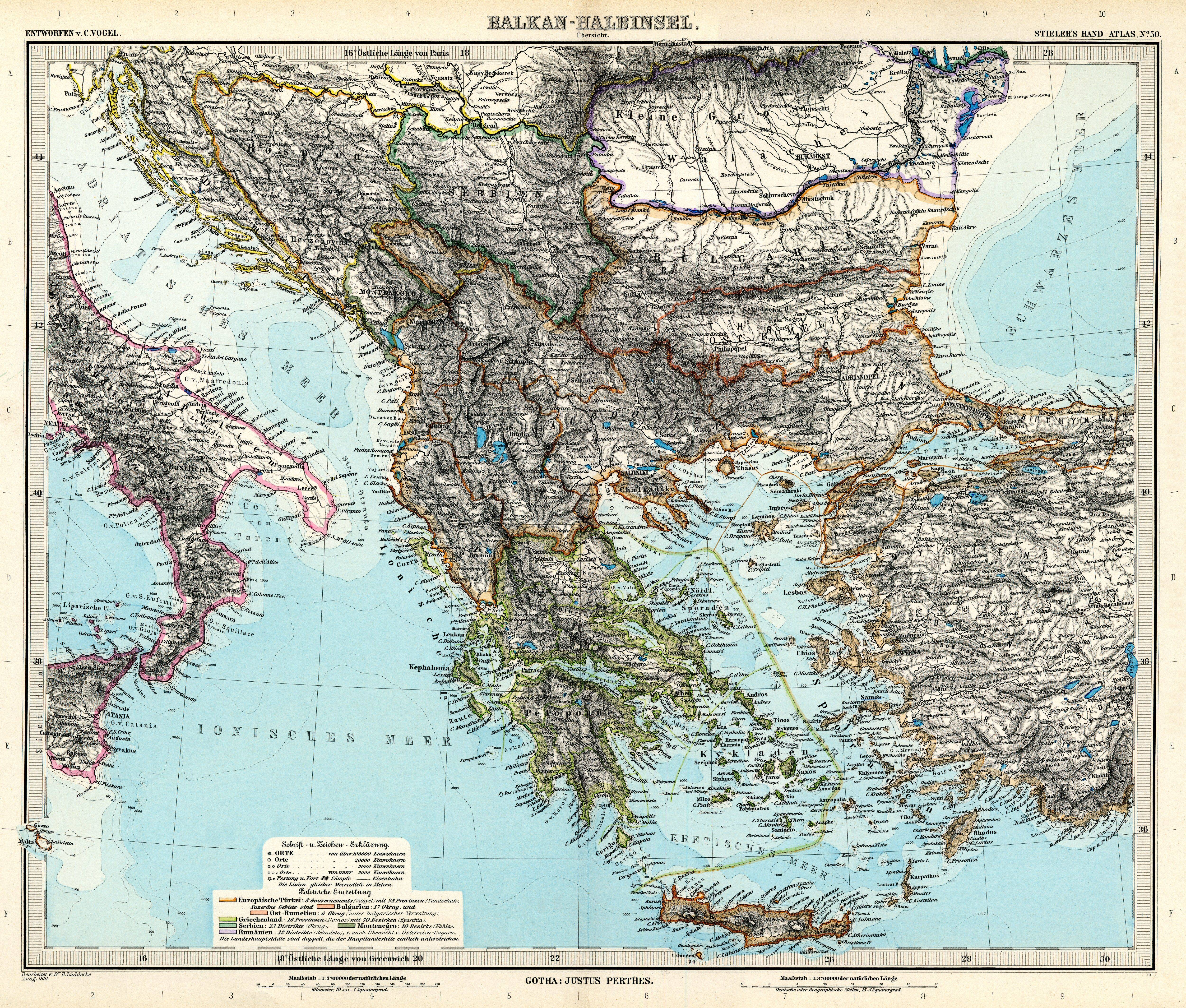
19世纪末的巴尔干半岛

在现代早期，大部分巴尔干地区都处在奥斯曼帝国的统治下。奥斯曼帝国对这一地区的统治十分长久，在部分区域其统治从14世纪开始，直到20世纪早期才迟迟结束。奥斯曼帝国是一个宗教多样性、语言多样性、种族多样性十分突出的帝国。横向比较同时期其他国家，奥斯曼帝国对于异种宗教更加宽容。这一段囿于译者个人知识层面的不足，需要者自行参考，欢迎补充指正）
18世纪后期，巴尔干半岛上的社会结构愈发复杂。奥斯曼统治者则是以一种间接地方式管理着整个社会。举例来说，在阿尔巴尼亚与蒙特內哥羅。当地的长官每年向帝国缴纳一笔名义上的贡物，除此之外，中央不会过多干涉地方。地方的拉古萨共和国每年向帝国中央缴纳一笔贡物，但是与此同时他们却可以继续与威尼斯共和国进行竞争。在希腊，统治阶级由教士和学者组成，但是却鲜有希腊贵族存在。
在此期间，超过一百万的土耳其人在巴尔干半岛定居，他们多聚居在相对较小的市的市区，那里往往驻扎着军队，有着系统的公务员，丰富的匠人与工程师。这些城市同时也是希腊与犹太商人的重要交流中心。
奥斯曼帝国往往收缴大约10%的税款，但是帝国没有苦役，农民与工人（手工业者）并没有被严重的压榨的情况的发生。
苏丹本人偏好东正教，以此作为一种对抗手段来面对最初来自罗马天主教的狂热的传教士们。（missionary zeal of Roman Catholics）

## 巴尔干地区民族主义的兴起
奥斯曼帝国统治下民族主义的兴起导致了米利特制度的崩溃。伴随着当时民族国家观念的盛行，已经很难找到奥斯曼人作为一个单纯的民族，他们自己的历史起源，他们对这个多元民族融合的新民族的认同一定程度上消解了本民族的传统。但毫无疑问的是，了解奥斯曼帝国时期的国家概念有助于我们了解奥斯曼帝国时期巴尔干地区的情况。
- 阿尔巴尼亚民族觉醒（1830-1881）
- 塞尔维亚革命（1804-1815）
- 希腊独立战争（1821-1832）
- 波黑起义（1831-32）

其中对帝国对保加利亚四月起义的血腥镇压，成为了俄土战争的导火索。

### 柏林议会

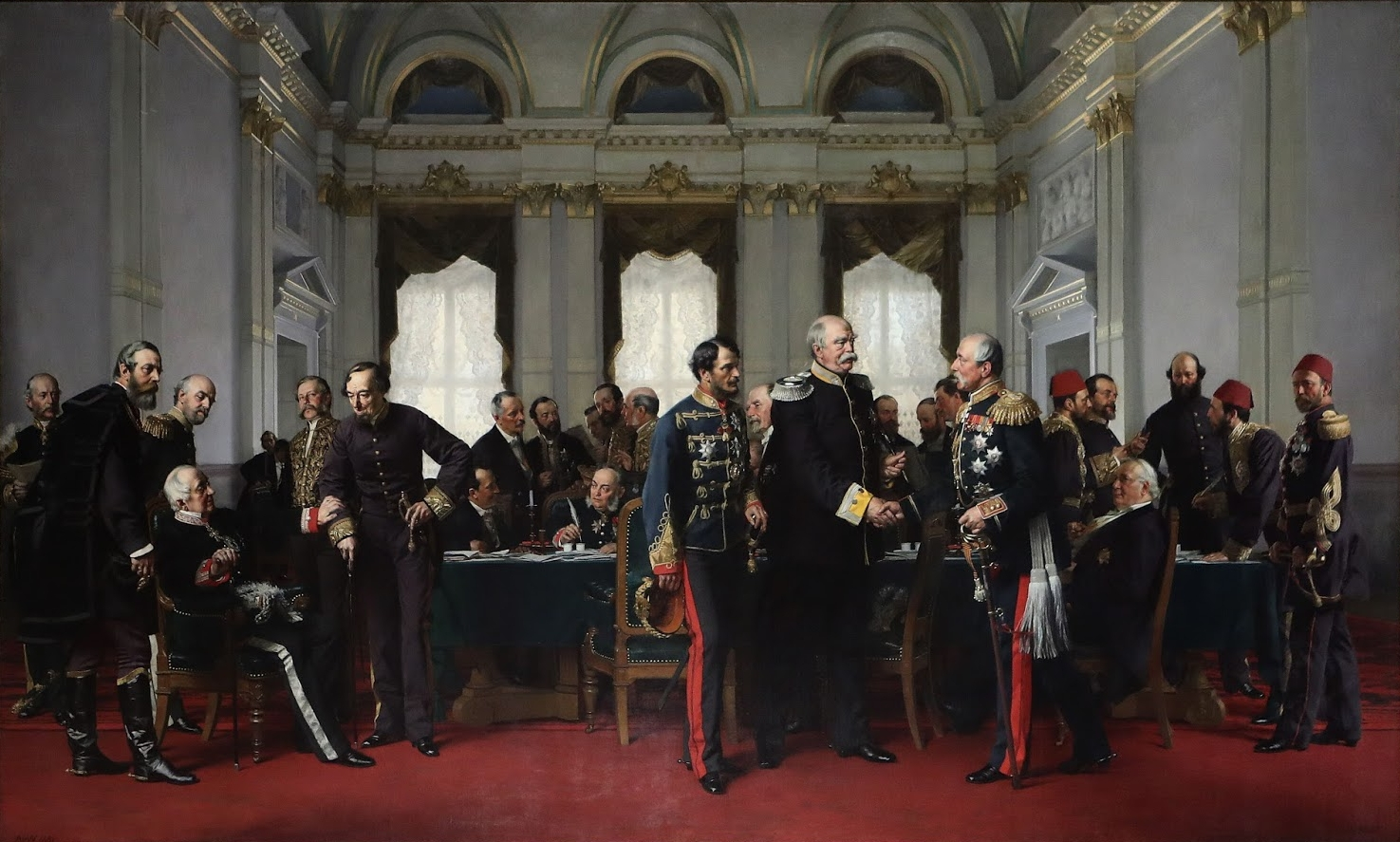
这幅画再现了当时柏林议会时的情景，位于右侧身材高大的人是宰相俾斯麦，他正在与安德拉希·久洛和Pyotr Andreyevich Shuvalov握手；在画面左侧的是Alajos Károlyi、亚历山大·米哈伊洛维奇·戈尔恰科夫和本杰明·迪斯雷利

1878年柏林会议（1878年6月13日至7月13日）是欧洲主要强权国家与奥斯曼帝国之间的一个会议。在俄土战争结束之后，当时人们最迫切的需求就是在巴尔干地区重新划分势力范围，建立一系列新国家。德国宰相俾斯麦主持会议，其主要目的在于调整各方的领土范围，最大化的减少再次爆发战争的可能性（考虑到日益衰弱的奥斯曼帝国的军事实力），平衡与会各方的利益诉求。
结果，奥斯曼在欧洲的领土大幅减少;保加利亚最终取得自治权但依然名义上以奥斯曼帝国作为自己的宗主国，同时并没有获得此前在《圣斯特凡诺条约》约定的那样广阔的领土。
值得一提的是，保加利亚并没有因此进入国会，在这次会议后，他们失去了70％以上的领土，其50％以上的同民族的人仍在生活在保加利亚之外，这导致了一系列的起义并使该国陷入了随后爆发的巴尔干战争。保加利亚失去了东部的鲁梅利亚。马其顿，东部与西部的色雷斯被归还给了土耳其人。作为回应，土耳其人将承诺进行改革。多布罗加北部成为了罗马尼亚的一部分，罗马尼亚终于取得了完全独立的地位，但代价是将比萨拉比亚的一部分交给俄罗斯。塞尔维亚和黑山最终获得完全独立，但领土被缩减。奥地利接管了波斯尼亚和黑塞哥维那，并实际的控制了Novi Pazar的Sanjak。英国接管了塞浦路斯。
这次会议一开始被当时的人们视为保护和平、稳定局势的重大突破。但是，大部分与会者的利益诉求都未得到充分的满足。人们对这一条约的不满最终以1914年第一次世界大战的形式爆发出来。
塞尔维亚、保加利亚、希腊，他们在会议中得到了一定的利益，但是远远小于他们认为自己应当得到的。奥斯曼帝国（在当时被称为“欧洲的病人”）受到了屈辱的对待，其国力被大幅度的削弱。这无疑加剧了其国内局势的动荡程度，同时也使得它更容易被周边国家攻击。另一边，俄国在战争中获胜，但是在这次会议后，他们并没有得到理想的胜利果实，造成了其国内对这次会议的广泛的不满。奥地利从中得到了广阔的领土，但却因此激怒了南斯拉夫人，其两者间的冲突最终导致了发生在波斯尼亚等地的长达数十年的紧张态势。德国这边，俾斯麦最终成为了俄国民族主义者憎恶的对象，同时俾斯麦自己也意识到，他已经将德国在巴尔干半岛的利益与奥地利紧紧地捆在了一起。
从长远角度看，这次会议使得俄国与奥地利、匈牙利之间的矛盾加深，也使得巴尔干半岛上的民族问题更加严峻。这次会议最初的目的在于重新修订圣斯特凡诺条约，同时使奥斯曼帝国继续控制君士坦丁堡。这毫无疑问的直接否认了俄国在俄土战争中的胜利成果。会议将原先（在圣斯特凡诺条约中）已经给予保加利亚大公国的领土悉数返还给奥斯曼帝国（尤其是马其顿地区），这使得保加利亚地区产生了恢复失地的呼声，该诉求于1912年成为了第一次巴尔干战争的数个导火索之一。

## 20世纪

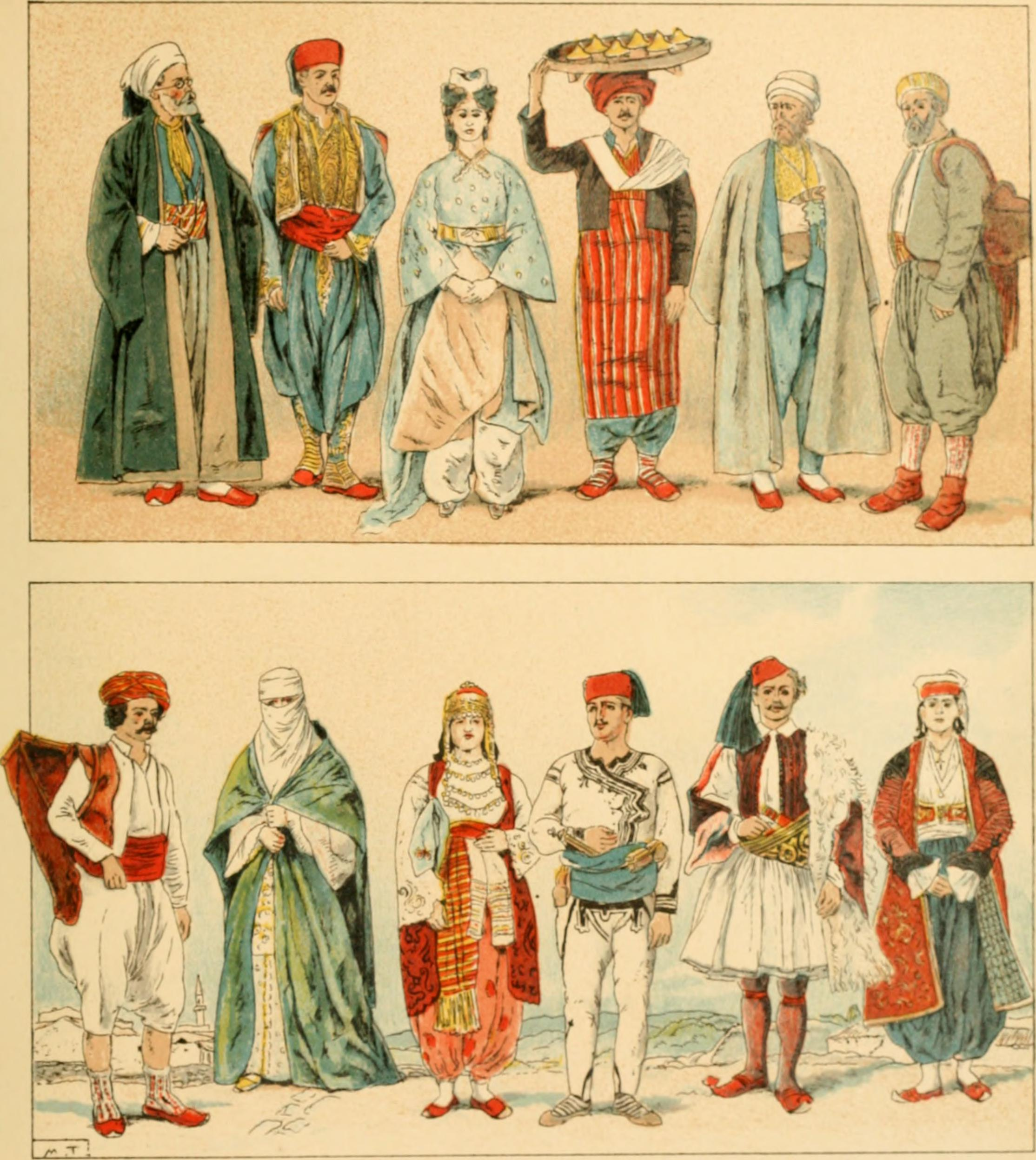
巴尔干地区传统服装 1905年

### 巴尔干战争

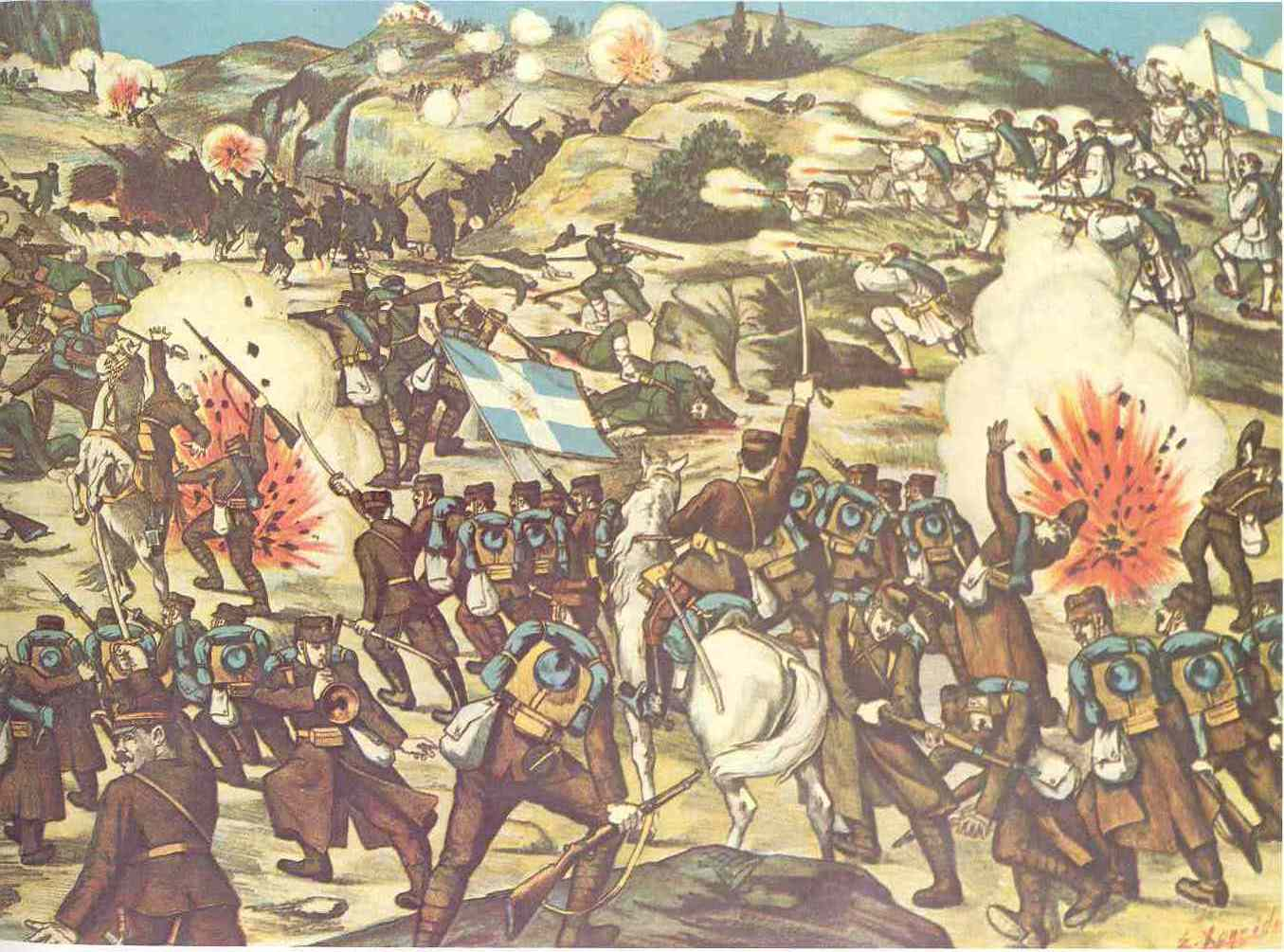
基尔基斯 - 拉卡纳斯之战的希腊石版画

一般意义上的巴尔干战争多指于1912，1913年发生在巴尔干地区的两次战争。在第一次战争中，四个巴尔干半岛上的新兴国家联合起来击败了奥斯曼帝国；在第二次战争中，保加利亚（前面的四个国家之一）则成为了众矢之的。
两次战争的结果导致奥斯曼帝国几乎失去了其所有的欧洲领土，奥匈帝国则面对着一个因联合了南斯拉夫而实力大增的塞尔维亚。这次战争为1914年的萨拉热窝事件提供了背景，因此这次战争也被人们称作“第一次世界大战的序曲” 

### 第一次世界大战

#### 1914年：战争即始
第一次世界大战的导火索是在巴尔干半岛点燃的。1914年6月28日，一位名叫加夫里洛·普林齐普的塞尔维亚民族主义者刺杀了奥地利王位继承人弗朗茨·斐迪南大公，直接导致了第一次世界大战的开始。
普林西普是塞尔维亚武装团体黑手会成员。刺杀发生后，奥匈帝国于1914年九月向塞尔维亚发出了最后通牒。值得一提的是这一通牒中的数个条款在当时是无法实现的，可以说是奥匈帝国刻意为之。塞尔维亚最终只履行了部分通牒中的内容。1914年9月28日，奥匈帝国向塞尔维亚宣战。
很多奥匈帝国的政府官员都希望挑起与塞尔维亚之间的战争。（康拉德·冯·赫岑多夫等）他们有以下几个目的：第一，他们认为塞尔维亚实力的增长会动摇奥匈帝国在南部南斯拉夫人聚居省份的统治，前者曾经提出过大斯拉夫联邦的概念。第二，他们希望可以通过侵占塞尔维亚领土的方式来改变帝国内部的种族构成，随着更多的斯拉夫人加入到帝国中来，帝国中由德意志人组成的政府希望以此方式来平衡另一边由马扎尔人领导的匈牙利政府的权力。
直到1914年，越来越多的鸽派人物进入到奥匈帝国政府参政，从战略与政治斗争两个角度与鼓吹战争的鹰派分庭抗礼。然而，费迪南大公的遇刺打破了这一平衡，作为反战方的领袖，他一直倡议寻找和平方式解决矛盾。他的导致了最终导致了奥匈帝国内部鹰派的盛行。最后一个因素是德国的强大使得这个双重君主制的国家可以在必要时期得到德国的军事支持。
奥匈帝国对塞尔维亚的入侵并不是十分周全，他们在动员征兵与部队运输上遇到了麻烦。他们在一些地区的军队动员与当地的农业生产时令相违背，这无疑加大了动员的难度。对塞尔维亚作战初期，奥匈帝国的军队并没有收获到其预期的结果，他们没有消灭足够多的塞尔维亚军队的有生力量。其中一个意料之外的干扰因素就是从北而来的俄国军队，迫使奥匈帝国分出相当部分的军队去防守。而俄国军队的入侵在奥匈帝国最初的作战计划中，应当是由德国军队去处理的。然而此时的德国正在依据施里芬计划，军事重点在于西线对法作战而非东线。两国之间未进行有效的沟通，这造成了毁灭性的后果。

#### 1914年战争
战争初始阶段的失利对于奥匈帝国来说几乎是不可挽回的。从南方而来的塞尔维亚军队与奥匈帝国于1914年8月12号在cer 山脉附近进行了作战。
塞尔维亚人一开始呈防御态势。奥匈帝国的第一次进攻开始于8月16日，由奥匈帝国第21集团军的一部分发起，防守的则是塞尔维亚的混合军队。经过一夜的苦战，战争基本结束，两方各有胜负。三天后，奥地利人从多瑙河撤退。
这次战争奥匈帝国一共有21000人次的伤亡，而塞尔维亚则有16000人左右。这是第一次世界大战中协约国第一次胜利。奥地利人没有实现其歼灭塞尔维亚人的作战目的。在接下来的几个月里，两方在德里纳河附近（9.6-11.11）与科路巴拉（11.16-12.15）进行了几场大规模作战。
到了秋天，随着越来越多的奥匈帝国士兵在持续不断的作战中失去了作战意志，俄国得以大幅度的侵占奥匈帝国的领土，占领了加利西亚，并且摧毁了帝国相当多的战斗力量。直到1915年，在德国、保加利亚、土耳其的共同作战下，塞尔维亚最终被占领。但是残余的塞尔维亚军队在意大利人的帮助下撤退到了克拉基岛，并且持续作战直到最后。
黑山于1914年8月6日加入了战争。保加利亚在1915年最终加入同盟国，罗马尼亚于1916年加入协约国。1916年，协约国将他们前途未卜的远征队送到达达尼尔海峡的加里波利。1916年秋，他们在萨洛尼卡站稳了脚跟，将作战前线推进到这里以解放处在同盟国的统治下的领土，然而直到战争结束，他们的军队再也没有前进一步。

#### 保加利亚
保加利亚是巴尔干半岛上人口最多的国家，有700万人口。其在1913年第二次巴尔干战争中试图得到马其顿地区，但是最终失败。第一次世界大战爆发，直到1914年，保加利亚始终保持中立地位。然而，出于再次控制马其顿地区的愿望（在当时由协约国占领），它于1915年加入了同盟国。保加利亚使用德国提供的设备动员了一支由=规模超过80万人的庞大军队。
1915年保加利亚 - 德国 - 奥地利联合入侵塞尔维亚，并且快速取得了胜利。但到1915年底，保加利亚被迫与英法两国作战，以及罗马尼亚人（1916）和希腊人（1917）作战。保加利亚并没有做好长期作战的准备；大量的士兵用应征入伍导致了农业生产困难。而粮食的缺少提高了粮价，这进一步加剧了粮食走私现象的出现。质量上乘的粮食被走私到黑市以获取高额的利益。到1918年，这些士兵不仅缺少像靴子这样的基本装备，而且他们还只有玉米和少量的肉充饥。德国处处受制，同时保加利亚与奥斯曼帝国盟友的关系恶化了。1918年9月协约国进攻在Dobro Pole，并取得了成功。同盟国部队叛变，农民起义，要求和平。该月月底，保加利亚签署了停战协议，放弃了此前的征服所得。费迪南一世退位，保加利亚的战争结束了。1919年的讷伊条约剥夺了保加利亚的此前的征服获得，将其军队减少到2万人，并要求赔偿协约国1亿英镑。

### 第一次世界大战的结果

巴尔干半岛的政治变迁图（gif）

这次战争对巴尔干巴半岛造成了巨大的历史影响。该地区经历了严重的经济动荡，大量的军事动员造成了严重的人员伤亡，尤其是对于塞尔维亚，超过1.5亿塞尔维亚人死亡，这几乎是其全部人口的四分之一，全部男性的二分之一。在欠发达地区，战争时期对牲畜的征收加剧了其地区的生活困难，壮劳力的流失更是雪上加霜。很多新近开拓的贸易路线也被悉数摧毁。
许多国家的边界被完全重新绘制，塞尔维亚人、克罗地亚人、斯拉夫人建立了一个新的王国，即后来的斯洛文尼亚王国。奥匈帝国和奥斯曼帝国正式分裂。结果，巴尔干半岛上的政治权力、经济关系和民族分布的平衡完全改变了。
一些重要的领土变化包括： 
- 特兰西瓦尼亚和东巴纳特加入罗马尼亚
- 将塞尔维亚，黑山，斯拉沃尼亚，克罗地亚，伏伊伏丁那，卡尼奥拉，施蒂里亚的一部分、克拉尼斯卡，达尔马提亚的大部分地区以及波斯尼亚和黑塞哥维那纳入塞尔维亚，克罗地亚和斯洛文尼亚王国。
- 伊斯特拉，扎达尔和的里雅斯特成为意大利的一部分，

在第一次世界大战和第二次世界大战之间，为了建立自己的民族国家，人们自发的进行了以下的人口迁移： 
- 在两次世界大战期间，将近150万希腊人从土耳其离开;近700,000名土耳其人从希腊撤离
- 1919年的塞纳河畔讷伊条约规定了希腊和保加利亚之间少数民族的相互移民。从希腊撤走了92,000至102,000名保加利亚人; 对应的，35,000名希腊人被从保加利亚撤走。虽然保加利亚与塞尔维亚，克罗地亚和斯洛文尼亚王国之间没有就人口交换问题达成协议，因为后者坚决拒绝承认其东部地区的任何保加利亚少数民族，但从马其顿和东塞尔维亚到保加利亚的难民人数也是如此。超过100,000。在两次世界大战之间，根据双边协议，约有67,000名土耳其人从保加利亚移民到土耳其。
- 根据1940年克拉约瓦条约的规定，88,000名罗马尼亚人和南部多布鲁亚的阿罗马尼亚人被迫迁移到北多布鲁亚，北部多布鲁亚的65,000名保加利亚人被迫迁入南多布鲁亚。

相关链接： 
- 特里亚农条约
- 小协约
- 国际联盟
- 第一次世界大战的后果
- 希腊 - 土耳其战争（1919-1922）估计有250,000人伤亡。[13]

### 第二次世界大战
第二次世界大战期间，意大利试图在这里建立一个意大利殖民帝国。1939年，他们入侵了阿尔巴尼亚，一个星期后，阿尔巴尼亚向意大利王国俯首称臣。随后1940年10月，意大利要求希腊投降，然而却遭到了拒绝。在时任希腊首相梅塔克萨斯带领下，于1940年10月28日开始了自卫战争。在经过了数个月的苦战后，他们赢得了几场联合作战的胜利。但是随后德国前来帮助其盟友。1941年，他们入侵了南斯拉夫，随后并利用其派遣到这里的军队与苏联作战。
在1941年4月16日萨拉热窝沦陷到纳粹德国之后，南斯拉夫的克罗地亚，波斯尼亚和黑塞哥维那省被重建为法西斯卫星国家克罗埃西亚独立国（克羅埃西亞獨立國，克羅埃西亞獨立國）。克罗地亚民族主义者安特·帕韦利奇被任命为领导人。纳粹有效地创建了Handschar部门并与烏斯塔沙合作以对抗南斯拉夫人民解放军。
在意大利的帮助下，他们在两周内成功的征服了南斯拉夫。然后他们与保加利亚联手，从南斯拉夫方向入侵希腊。尽管希腊抵抗，德国人利用希腊军队在阿尔巴尼亚与意大利作战的契机，从希腊北部趁虚而入，仅仅在3周内就征服了整个国家，除了克里特岛。然而，即使克里特岛守军进行了激烈的抵抗，但在纳粹精锐伞兵部队的进攻下，该岛在经过11天的战斗后被迫投降。
5月初，巴尔干地区的政治区划再次进行了改组，法西斯建立了几个傀儡国家，如克罗地亚和黑山，阿尔巴尼亚扩张到希腊和南斯拉夫，保加利亚吞并希腊北部的领土，在希腊建立了一个在希腊品都斯山脉附近建立了一个瓦拉几人的国家，并且吞并了爱奥尼亚全部与部分爱琴海岛屿。
随着战争的结束，种族构成的变化恢复到原来的状态，原先的定居者返回家园。希腊北部的阿尔巴尼亚人群Cams 被驱离他们的家园，因为他们在战争时与意大利人合作。他们的人数在当时约为18 000人。

### 第二次世界大战的后果
1945年1月7日至9日，南斯拉夫当局在马其顿处决了的数百名被指控在战时与法西斯政权合作的保加利亚人，这一事件被后世称为“ 血腥圣诞节 ” 
1944年至1949年间，在希腊王国政府领导的希腊国民军和希腊共产党领导的希腊民主军之间爆发了希腊内战，这一内战希腊国民军得到了英美支持。希腊共产党的目标是建立共产党北希腊。这是冷战时期第一次由美苏之间意识形态差异而在代理人之间爆发的战争。 

### 冷战
在冷战期间，巴尔干地区的大多数国家都在共产党的统治下。第二次世界大战后民族主义并未消亡。南斯拉夫的种族矛盾在当时并不特有。例如：在保加利亚，从1984年开始，由托多尔日夫科夫领导的共产党政府开始实施强制同化土耳其少数民族的政策。当地土耳其人被要求改为保加利亚人的名字，否则就要离开该国。1989年，土耳其持不同政见运动成立，以抵制这些同化主义措施。保加利亚政府以暴力和大规模驱逐活动人士的方式作出回应。在这种高压态势中，超过30万的土耳其人逃往邻国土耳其。然而，尽管依然处于共产党的带领下，南斯拉夫（1948年）和阿尔巴尼亚（1961年）依然与苏联分道扬镳。第二次世界大战后，苏共计划将阿尔巴尼亚和保加利亚合并入南斯拉夫，但由于阿尔巴尼亚与南斯拉夫交恶，该计划没有实施。约瑟普·布罗兹·铁托元帅（1892-1980）后来否认与保加利亚合并的想法，转而寻求与西方建立更密切的关系。后来则是创建了不结盟运动，这使他们与第三世界国家建立了更紧密的联系。另一方面，阿尔巴尼亚在政治上更加向中国靠拢，后来采取了孤立主义立场。唯一的非共产主义国家是希腊和土耳其，它们是（现在仍然是）北约的一部分。
宗教迫害发生在保加利亚，主要针对当地东正教，天主教和新教教会以及该国的穆斯林，犹太教等宗教。共产主义政府当局和的保加利亚正教会在最初有着严重的分歧对立，直到1956年，托多尔·日夫科夫成为保加利亚共产党领导人，情况才有所缓解，其将保加利亚东正教作为制定政策的重要考虑对象。

### 共产主义政權倒台後
20世纪80年代末和90年代初，东欧地区许多共产主义国家崩溃。西化的思潮在巴尔干地区逐渐盛行，许多巴爾幹半島国家开始全面推行民主化和經濟自由改革。主要是为实现市场经济、私有化、言論自由、實行多黨制，以及其他资本主义改革。
在阿尔巴尼亚，保加利亚和罗马尼亚，政治民主化和資本主義制度的变革初期在国内造成了持续一段时间的政治经济的动荡、甚至酿成悲剧事件。大多数前南斯拉夫共和国的情况也是如此。

#### 南斯拉夫战争
南斯拉夫联邦的崩溃是由于其加盟国内部的各种因素造成的。在塞尔维亚和黑山，原先的旧党派精英希望在新的历史条件到来之时重新获得失去的政治权利，并试图建立大塞尔维亚。 在克罗地亚和斯洛文尼亚，由多党选举产生国家领导人倾向于跟随在他们以前的共产主义的前辈的脚步，面向自身对资本主义和分裂。波斯尼亚和黑塞哥维那在塞尔维亚人，克罗地亚人和波斯尼亚人的利益冲突之间分裂。马其顿则力主自保。
由于迟迟未解决的国家，政治和经济问题，南斯拉夫最终爆发了暴力冲突，造成许多平民死亡。战争的真正开始是由塞尔维亚人控制的南斯拉夫人民军对斯洛文尼亚和克罗地亚的军事攻击。战前，军队中开始出现受塞尔维亚民族主义意识形态驱动的志愿兵，他们渴望实现自己的民族主张。
1991年6月斯洛文尼亚的十天战争很短暂，伤亡寥寥无几。然而，1991年下半年的克罗地亚独立战争却给克罗地亚城市地区带来了巨大破坏。克罗地亚地区的战争刚刚结束，1992年初波斯尼亚和黑塞哥维那的战争开始了。在经历了斯雷布雷尼察大屠杀，风暴作战，第二次米斯特拉姆行动等战争期间的暴力后，1995年，各地区之间决定签署代顿协议以结束战争。但值得一提的是该协议仅仅规定了临时解决办法，没有任何的问题被从更本上解决。

## 相关阅读
- Bandžović, S.  [Wars and Demographic De-Ottomanization of the Balkans (1912–1941)]. Prilozi. 2003, 32: 179–229.